# 卡馬塔瓜
9°47′28″N 66°54′29″W / 9.79111°N 66.90806°W
卡馬塔瓜（西班牙語：Camatagua），是委內瑞拉的城鎮，位於該國西南部阿拉瓜州，是卡馬塔瓜市的首府，距離卡拉卡斯101公里，海拔高度245米，居民主要從事農業，人口約16,304。